# Marc Porci Latró
Marc Porci Latró (en llatí Marcus Porcius Latro) va ser un cèlebre retòric romà del temps d'August. Formava part de la gens Pòrcia, d'origen plebeu.
Havia nascut a Hispània i era amic i contemporani de Sèneca el vell, amb el qual va estudiar amb Marillius, i que el menciona molt sovint. Va florir cap a l'any 17 aC, ja que en aquest any va declamar davant l'emperador i de Marc Vipsani Agripa.
Va obrir una escola de retòrica que va ser una de les més freqüentades de Roma, i entre els alumnes hi va haver el poeta Ovidi. Tenia una memòria prodigiosa i una gran energia i vehemència, no només en la declamació sinó en altres activitats i estudis. A la seva escola tenia per costum parlar només ell, i els seus alumnes escoltaven, cosa que els va valer el nom d'auditores, paraula que més endavant es va utilitzar com a sinònim de deixebles.
Alguns contemporanis no es van estar de criticar-lo, com l'orador Marc Valeri Messala Corví que li retreu el seu llenguatge i altres retòrics que li critiquen la composició dels seus discursos. Tot i ser un gran retòric no era un gran orador i fins i tot una vegada que va haver de parlar en públic al fòrum, a Hispània, va renunciar a parlar fins que l'acte no va ser traslladat a la basílica, ja que mai havia parlat a l'aire lliure.
Segons Jeroni d'Estridó es va llevar la vida l'any 4 aC exasperat per unes febres quartanes que patia.